# 2013년 태풍
이 문서에서는 2013년에 발생하는 태풍들의 활동에 대해 기록하였다.
1호 태풍 소나무를 시작으로 31개의 태풍이 발생하였다. 평균적으로 1년 동안 태풍 발생 개수가 25.6개인 것과 비교하면 높은 수치이다.

## 통계

### 월별 태풍 발생 개수
| -                                  | 1월       | 2월       | 3월       | 4월       | 5월       | 6월       | 7월       | 8월        | 9월        | 10월     | 11월       | 12월       |
| ---------------------------------- | --------- | --------- | --------- | --------- | --------- | --------- | --------- | ---------- | ---------- | -------- | ---------- | ---------- |
| 2013년                             | 1 (1)     | 1 (2)     | 0 (2)     | 0 (2)     | 0 (2)     | 4 (6)     | 3 (9)     | 6 (15)     | 8 (23)     | 6 (29)   | 2 (31)     | 0 (31)     |
| 30년 평균 1981년~2010년            | 0.3 (0.3) | 0.1 (0.4) | 0.3 (0.7) | 0.6 (1.3) | 1.0 (2.3) | 1.7 (4.0) | 3.6 (7.6) | 5.9 (13.5) | 4.9 (18.4) | 3.6 (22) | 2.3 (24.3) | 1.2 (25.5) |
| - 괄호 안의 숫자는 누적 태풍 수임. |           |           |           |           |           |           |           |            |            |          |            |            |

## 활동한 태풍

### 제1호 태풍 소나무(제명)
2013년 제1호 태풍 소나무(SONAMU)는 1월 3일 21시에 중심기압 1002hPa, 최대풍속 18m/s, 강풍 반경 170km, 크기 '소형'의 열대폭풍으로 필리핀 마닐라 남남서쪽 약 680km 부근 해상에서 발생하였다.(일본 기상청 태풍정보 기준) 발생 이후 서남서진하면서 발달하였고, 1월 5일 9시에 베트남 호치민 동남동쪽 약 660km 부근 해상에서 중심기압 990hPa, 최대풍속 25m/s, 강풍 반경 220km(북서쪽 반경)의 세력 '중', 크기 '소형'(일본 기상청 태풍정보 기준)의 강한 열대폭풍으로 최성기를 맞이하였다. 최성기 이후 서남서~남남서진하면서 서서히 약화되었고, 1월 8일 9시에 베트남 호치민 남쪽 약 520km 부근 해상에서 중심기압 1006hPa의 열대저압부로 소멸하였다.(한국 기상청 태풍정보 기준으로는 중심기압 1004hPa) 소나무는 큰 피해를 입히지 않았지만 이름이 쓰나미를 연상시켜 제명되었다. 소나무는 조선민주주의인민공화국에서 제출한 이름이다.

### 제2호 태풍 산산
2013년 제2호 태풍 산산(SHANSHAN)은 2월 22일 9시에 중심기압 1002hPa, 최대풍속 18m/s, 강풍 반경 440km(북서쪽 반경), 크기 '중형'의 열대폭풍으로 베트남 호치민 남남동쪽 약 630km 부근 해상에서 발생하였다.(일본 기상청 태풍정보 기준) 발생 이후 더 발달하지 않고 남~남남서진하다가 2월 23일 15시에 말레이시아 콸라룸푸르 동쪽 약 720km 부근 해상에서 중심기압 1004hPa의 열대저압부로 소멸하였다.(한국 기상청 태풍정보 기준으로는 중심기압 1006hPa) 산산은 홍콩에서 제출한 이름으로 소녀의 애칭을 의미한다.

### 제3호 태풍 야기
2013년 제3호 태풍 야기(YAGI)는 6월 8일 21시에 중심기압 1000hPa, 최대풍속 18m/s, 강풍 반경 280km, 크기 '소형'의 열대폭풍으로 필리핀 마닐라 동북동쪽 약 950km 부근 해상에서 발생하였다.(일본 기상청 태풍정보 기준) 발생 이후 북~북동진하면서 발달하였고, 6월 10일 21시에 일본 오키나와 동남동쪽 약 750km 부근 해상에서 중심기압 990hPa, 최대풍속 23m/s, 강풍 반경 330km(남동쪽 반경)의 세력 '약', 크기 '중형'(일본 기상청 태풍정보 기준)의 열대폭풍으로 최성기를 맞이하였다. 최성기 이후 북~북북동진하면서 서서히 약화되었고, 6월 13일 3시에 일본 도쿄 남쪽 약 420km 부근 해상에서 중심기압 1002hPa의 열대저압부로 소멸하였다.(한국 기상청 태풍정보 기준으로는 중심기압 1004hPa) 야기는 일본에서 제출한 이름으로 별자리 중 염소자리를 의미한다.

### 제4호 태풍 리피
2013년 제4호 태풍 리피(LEEPI)은 6월 18일 9시에 중심기압 998hPa, 최대풍속 18m/s, 강풍 반경 600km(북동쪽 반경), 크기 '대형'의 열대폭풍으로 필리핀 마닐라 동북동쪽 약 650km 부근 해상에서 발생하였다.(일본 기상청 태풍정보 기준)발생 이후 북진하면서 발달하였고, 6월 19일 3시에 일본 오키나와 남남서쪽 약 760km 부근 해상에서 중심기압 994hPa, 최대풍속 21m/s, 강풍 반경 600km(북동쪽 반경)의 세력 '약', 크기 '대형'(일본 기상청 태풍정보 기준)의 열대폭풍으로 최성기를 맞이하였다. 최성기 이후 일본 규슈를 향해 북동진을 하면서 약화되었고, 6월 21일 9시에 제주도 서귀포 남동쪽 약 140km 부근 해상에서 중심기압 1002hPa의 온대저기압으로 변질되어 장마전선에 합류되어 소멸하였다.(한국 기상청 태풍정보 기준으로는 중심기압 1000hPa) 리피는 라오스에서 제출한 이름으로 라오스에 있는 폭포 이름을 의미한다.

### 제5호 태풍 버빙카
2013년 제5호 태풍 버빙카(BEBINCA)은 6월 21일 9시에 중심기압 998hPa, 최대풍속 18m/s, 강풍 반경 220km, 크기 '소형'의 열대폭풍으로 필리핀 마닐라 북서쪽 약 650km 부근 해상에서 발생하였다.(일본 기상청 태풍정보 기준) 발생 이후 서~서북서진하면서 발달하였고 하이난섬을 관통했다. 하이난섬 관통 뒤 6월 22일 21시에 중화인민공화국 잔장 남서쪽 약 280km 부근 해상에서 중심기압 990hPa, 최대풍속 21m/s, 강풍 반경 280km(남동쪽 반경)의 세력 '약', 크기 '소형'(일본 기상청 태풍정보 기준)의 열대폭풍으로 최성기를 맞이하였다. 최성기 이후 서북서~북서진하면서 약화되었고, 한국 기상청 태풍정보 기준으로는 6월 23일 21시에 베트남 하노이 남동쪽 약 90km 부근 육상에서 중심기압 994hPa의 열대저압부로 소멸하였다. 일본 기상청 태풍정보 기준으로는 6월 24일 15시에 베트남 하노이 부근 육상에서 중심기압 1000hPa의 열대저압부로 소멸하였다. 버빙카는 마카오에서 제출한 이름으로 우유 푸딩을 의미한다.

### 제6호 태풍 룸비아
2013년 제6호 태풍 룸비아(RUMBIA)은 6월 28일 21시에 중심기압 1002hPa, 최대풍속 18m/s, 강풍 반경 170km, 크기 '소형'의 열대폭풍으로 필리핀 마닐라 동남동쪽 약 890km 부근 해상에서 발생하였다.(일본 기상청 태풍정보 기준)발생 이후 서북서진하면서 발달하였고, 7월 1일 15시에 중화인민공화국 잔장 남동쪽 약 330km 부근 해상에서 중심기압 985hPa, 최대풍속 25m/s, 강풍 반경 330km(동쪽 반경)의 세력 '중', 크기 '중형'(일본 기상청 태풍정보 기준)의 강한 열대폭풍으로 최성기를 맞이하였다. 최성기 이후 서북서진하였고, 7월 2일 새벽에 990hPa, 23m/s의 세력으로 레이저우반도에 상륙하였다. 상륙 이후 급속하게 약화되었고, 7월 2일 21시에 중화인민공화국 잔장 북서쪽 약 370km 부근 육상에서 중심기압 1000hPa의 열대저압부로 소멸하였다. 룸비아는 말레이시아에서 제출한 이름으로 야자수의 한 종류를 의미한다.

### 제7호 태풍 솔릭
2013년 제7호 태풍 솔릭(SOULIK)은 7월 8일 9시에 중심기압 1002hPa, 최대풍속 18m/s, 강풍 반경 390km(북쪽 반경), 크기 '중형'의 열대폭풍으로 미국 괌 북쪽 약 640km 부근 해상에서 발생하였다.(일본 기상청 태풍정보 기준) 발생 이후 서~서북서진하면서 급발달하였고, 7월 10일 9시에 일본 오키나와 동남동쪽 약 1,010km 부근 해상에서 중심기압 925hPa, 최대풍속 51m/s, 강풍 반경 440km의 세력 '매우 강', 크기 '중형'(일본 기상청 태풍정보 기준)의 태풍으로 최성기를 맞이하였다. 최성기 이후 낮은 열용량 지역을 지나면서 서서히 약화되었고, 7월 13일 오전에 950hPa, 41m/s의 세력으로 타이완에 상륙하였고, 7월 13일 오후에 985hPa, 25m/s의 세력으로 중국 대륙에 상륙하였다. 중국 상륙 이후 급속하게 약화되었고, 7월 14일 9시에 중화인민공화국 푸저우 북서쪽 약 380km 부근 육상에서 중심기압 998hPa의 열대저압부로 소멸하였다. 솔릭은 미크로네시아에서 제출한 이름으로 전설 속의 족장을 의미한다.

### 제8호 태풍 시마론
2013년 제8호 태풍 시마론(CIMARON)은 7월 17일 9시에 중심기압 1002hPa, 최대풍속 18m/s, 강풍 반경 110km, 크기 '소형'의 열대폭풍으로 필리핀 마닐라 북북동쪽 약 390km 부근 해상에서 발생하였다.(일본 기상청 태풍정보 기준) 발생 이후 북서진하면서 발달하였고, 7월 18일 3시에 중화인민공화국 산터우 남동쪽 약 480km 부근 해상에서 중심기압 1000hPa, 최대풍속 21m/s, 강풍 반경 190km(북동쪽 반경)의 세력 '약', 크기 '소형'(일본 기상청 태풍정보 기준)의 열대폭풍으로 최성기를 맞이하였다. 최성기 이후 육지와 가까워져서 곧바로 약화되었고 중국 상륙 직후인 7월 19일 3시에 중화인민공화국 푸저우 남서쪽 약 240km 부근 육상에서 중심기압 1004hPa의 열대저압부로 소멸하였다.(한국 기상청 태풍정보 기준으로는 중심기압 1002hPa) 시마론은 필리핀에서 제출한 이름으로 야생 황소를 의미한다.

### 제9호 태풍 제비
2013년 제9호 태풍 제비(JEBI)는 7월 31일 9시에 중심기압 1000hPa, 최대풍속 18m/s, 강풍 반경 220km, 크기 '소형'의 열대폭풍으로 필리핀 마닐라 서쪽 약 540km 부근 해상에서 발생하였다.(일본 기상청 태풍정보 기준) 발생 이후 북북서~서북서진하며 발달하였고, 8월 2일 15시에 중화인민공화국 잔장 남남동쪽 약 310km 부근 해상에서 중심기압 985hPa, 최대풍속 28m/s, 강풍 반경 330km(남동쪽 반경)의 세력 '중', 크기 '중형'(일본 기상청 태풍정보 기준)의 강한 열대폭풍으로 최성기를 맞이하였다. 8월 2일 밤에 하이난섬 북동부에 중심기압 985hPa, 최대풍속 28m/s(일본 기상청 태풍정보 기준)의 세력으로 상륙하였다. 하이난섬 관통 뒤 약화된 상태로 통킹만을 지났고 8월 3일 오후에 베트남에 중심기압 985hPa, 최대풍속 23m/s(일본 기상청 태풍정보 기준)의 세력으로 상륙하였다. 베트남 상륙 뒤 급약화되어서 8월 3일 21시에 베트남 하노이 북서쪽 약 210km 부근 육상에서 중심기압 998hPa의 열대저압부로 소멸하였다. 제비는 한국에서 제출한 이름으로 제비를 의미한다. 일본 기상청의 사후해석에서 태풍 제비의 최대풍속을 28m/s로 하향 조정하였다.

### 제10호 태풍 망쿳
2013년 제10호 태풍 망쿳(MANGKHUT)는 8월 6일 오후 9시에 최저기압 998hPa, 최대 풍속 18m/s, 강풍 반경 220km, 크기 '소형'의 열대폭풍으로 중화인민공화국 잔장 남쪽 약 600km 부근 해상에서 발생하였다.(일본 기상청 태풍정보 기준) 발생 이후 서북서진하면서 발달하였고, 8월 7일 오후 3시에 베트남 하노이 남동쪽 약 290km 부근 해상에서 중심기압 992hPa, 최대풍속 21m/s, 강풍 반경 220km의 세력 '약', 크기 '소형'(일본 기상청 태풍정보 기준)의 열대폭풍으로 최성기를 맞이하였다. 최성기 이후 8월 8일 새벽에 베트남에 상륙했고, 베트남 상륙 뒤 약화되어서 8월 8일 오전 9시에 베트남 하노이 남서쪽 약 190km 부근 육상에서 중심기압 1000hPa의 열대저압부로 소멸하였다. 망쿳(망고스틴)은 태국에서 제출한 이름이며, 열대 과일 망고스틴을 의미한다. 2018년때는 같은 이름으로 슈퍼태풍으로 기록됐다.

### 제11호 태풍 우토르(제명)
2013년 제11호 태풍 우토르(UTOR)는 8월 10일 오전 3시에 중심기압 1002hPa, 최대풍속 18m/s, 강풍 반경 190km, 크기 '소형'의 열대폭풍으로 필리핀 마닐라 동쪽 약 1,160km 부근 해상에서 발생하였다.(일본 기상청 태풍정보 기준) 발생 이후 서~서북서진하면서 하루만에 급발달하였고, 8월 11일 오후 9시에 필리핀 마닐라 동북동쪽 약 290km 부근 해상에서 중심기압 925hPa, 최대풍속 54m/s, 강풍 반경 280km의 세력 '매우 강', 크기 '소형'(일본 기상청 태풍정보 기준)의 태풍으로 최성기를 맞이하였다. 최성기 직후 8월 12일 오전 6시에 중심기압 940hPa, 최대풍속 46m/s의 세력으로(일본 기상청 태풍정보 기준) 필리핀 북부에 상륙하였다. 필리핀 북부 관통 뒤 남중국해에 진출하였고 8월 13일 오전 9시에 남중국해에서 중심기압 955hPa, 최대풍속 41m/s의 세력으로 재발달하였다. 재발달한 뒤 8월 14일 오후 4시 50분에 중화인민공화국 광둥성 양장시에 중심기압 965hPa, 최대풍속 36m/s의 세력으로(일본 기상청 태풍정보 기준) 상륙하였다. 중국 남부 상륙 뒤 급속 약화되어서 한국 기상청 태풍정보 기준으로는 8월 15일 오후 3시에 중화인민공화국 잔장 북쪽 약 280km 부근 육상에서 중심기압 996hPa의 열대저압부로 소멸하였다. 일본 기상청 태풍정보 기준으로는 8월 15일 오후 9시에 중화인민공화국 잔장 북쪽 육상에서 중심기압 996hPa의 열대저압부로 소멸하였다. 우토르는 미국에서 제출한 이름으로 스콜선을 의미한다.

### 제12호 태풍 짜미
2013년 제12호 태풍 짜미(TRAMI)는 8월 18일 오전 9시에 중심기압 994hPa, 최대풍속 18m/s, 강풍 반경 170km, 크기 '소형'의 열대폭풍으로 일본 오키나와 남쪽 약 650km 부근 해상에서 발생하였다.(일본 기상청 태풍정보 기준) 발생 이후 지향류가 없어서 남동~동진하면서 정체하다가 8월 20일부터 전향해서 서~서북서진하면서 발달하였다. 8월 21일 오후 9시에 중화민국 타이베이 북북서쪽 약 100km 부근 해상에서 중심기압 965hPa, 최대풍속 31m/s, 강풍 반경 600km(동쪽 반경)의 세력 '중', 크기 '대형'의 강한 열대폭풍으로 최성기를 맞이하였다.(일본 기상청 태풍정보 기준) 8월 22일 오전 3시 40분에 중심기압 965hPa, 최대풍속 31m/s(일본 기상청 태풍정보 기준)의 최성기 세력으로 중화인민공화국 푸젠성에 상륙하였다. 중국 상륙 이후 급속하게 약화되어서 8월 23일 오전 3시에 중화인민공화국 푸저우 서북서쪽 약 440km 부근 육상에서 중심기압 992hPa의 열대저압부로 소멸하였다. 짜미는 베트남에서 제출한 이름으로 장미과의 나무를 의미한다.

### 제13호 태풍 페바
2013년 제13호 태풍 페바(PEWA)는 8월 16일 오후 9시에 중심기압 1005hPa, 최대풍속 18m/s(풍속은 1분 평균)의 열대폭풍으로 미국 하와이 카우아이섬 남서쪽 약 2,000km 부근 해상에서 발생하였다. 발생 후 서~서북서진을 하며 서서히 발달하면서 날짜변경선을 통과하였고, 8월 18일 오후 3시에 중심기압 994hPa, 최대풍속 25m/s, 강풍 반경 220km, 크기 '소형'의 강한 열대폭풍으로 미국 괌 동쪽 약 3,820km 부근 해상에서 태풍으로 인정되었다.(일본 기상청 태풍정보 기준) 태풍 인정 이후 서북서진하면서 발달하였고, 8월 19일 오전 9시에 미국 괌 동쪽 약 3,650km 부근 해상에서 중심기압 990hPa, 최대풍속 28m/s, 강풍 반경 170km의 세력 '중', 크기 '소형'(일본 기상청 태풍정보 기준)의 강한 열대폭풍으로 최성기를 맞이하였다. 최성기 이후 서북서~북북서진하면서 이동하던 중에 강한 연직시어 영향으로 점차 약화되었고, 8월 25일 오후 9시에 일본 도쿄 동남동쪽 약 2,560km 부근 해상에서 중심기압 1004hPa의 열대저압부로 소멸하였다. 페바는 중태평양상의 열대폭풍이 이동한 것으로 중남미 밀림의 복숭아야자를 의미한다.

### 제14호 태풍 우나라
2013년 제14호 태풍 우나라(UNALA)는 8월 19일 오전 9시에 중심기압 1000hPa, 최대풍속 18m/s(풍속은 1분 평균)의 열대폭풍으로 미국 하와이 호놀룰루 서쪽 약 2,190km 부근 해상에서 발생하였다. 발생 후 서진해서 날짜변경선을 통과하였고, 8월 19일 오후 9시에 중심기압 1004hPa, 최대풍속 18m/s, 강풍 반경 70km, 크기 '소형'의 열대폭풍으로 미국 괌 동쪽 약 3,760km 부근 해상에서 태풍으로 인정되었다.(일본 기상청 태풍정보 기준) 태풍 인정 이후 태풍 페바와의 후지와라 효과로 인해 더 발달하지 않고 서진하다가 8월 20일 오전 3시에 미국 괌 동쪽 약 3,670km 부근 해상에서 중심기압 1008hPa의 열대저압부로 소멸하였다. 우나라는 중태평양상의 열대폭풍이 이동한 것으로, 페바와 함께 이틀 사이 2개의 태풍이 연달아 중태평양에서 서진해 날짜변경선을 통과한 경우는 처음이다. 중태평양에서 넘어온 태풍으로써 알래스카 주의 도시 이름이다.

### 제15호 태풍 콩레이
2013년 제15호 태풍 콩레이(KONG-REY)는 8월 26일 오후 3시에 중심기압 1000hPa, 최대풍속 18m/s, 강풍 반경 220km, 크기 '소형'의 열대폭풍으로 필리핀 마닐라 동북동쪽 약 460km 부근 해상에서 발생하였다.(일본 기상청 태풍정보 기준) 발생 이후 북~북북서진하며 발달하였고, 8월 28일 오후 9시에 중화민국 타이베이 남남동쪽 약 320km 부근 해상에서 중심기압 980hPa, 최대풍속 28m/s, 강풍 반경 330km(남동쪽 반경)의 세력 '중', 크기 '중형'(일본 기상청 태풍정보 기준)의 강한 열대폭풍으로 최성기를 맞이하였다. 최성기 이후 타이완에 근접하면서 급속하게 약화되었고, 약화된 이후에는 일본 규슈를 향해 북동진을 하였다. 8월 31일 오전 3시에 제주도 서귀포 동남동쪽 약 170km 부근 해상에서 중심기압 1000hPa의 온대저기압으로 변질되었다. 콩레이는 캄보디아에서 제출한 이름으로 캄보디아에 있는 산의 이름이다.

### 제16호 태풍 위투
2013년 제16호 태풍 위투(YUTU)은 9월 1일 9시에 중심기압 1002hPa, 최대풍속 18m/s, 강풍 반경 390km(남동쪽 반경), 크기 '중형'의 열대폭풍으로 일본 삿포로 동남동쪽 약 3,250km 부근 해상에서 발생하였다.(일본 기상청 태풍정보 기준) 발생 이후 더 발달하지 않고, 북동~남남서진하다가 한국 기상청 태풍정보 기준으로는 9월 3일 오후 3시에 일본 도쿄 동쪽 약 3,420km 부근 해상에서 중심기압 1002hPa의 열대저압부로 소멸하였다. 일본 기상청 태풍정보 기준으로는 9월 4일 9시에 날짜변경선 부근 해상에서 중심기압 1008hPa의 열대저압부로 소멸하였다. 위투는 중화인민공화국에서 제출한 이름으로 전설 속 옥토끼를 의미한다. JTWC는 이 태풍을 아열대 저기압으로 해석하였다.

### 제17호 태풍 도라지
2013년 제17호 태풍 도라지(TORAJI)은 9월 2일 오전 3시에 중심기압 1002hPa, 최대풍속 18m/s, 강풍 반경 170km, 크기 '소형'의 열대폭풍으로 중화민국 타이베이 동북동쪽 약 350km 부근 해상에서 발생하였다.(일본 기상청 태풍정보 기준) 발생 이후 북동진하면서 발달하였고, 9월 3일 오전 9시에 제주도 서귀포시 남남동쪽 약 480km 부근 해상에서 중심기압 985hPa, 최대풍속 25m/s, 강풍 반경 190km(남동쪽 반경)의 세력 '중', 크기 '소형'(일본 기상청 태풍정보 기준)의 강한 열대폭풍으로 최성기를 맞이하였다. 최성기 세력을 유지하며 계속 북동진하였고, 9월 4일 오전 3시에 중심기압 985hPa, 최대풍속 25m/s(일본 기상청 태풍정보 기준)의 세력으로 일본 가고시마 남쪽 약 30km 부근 육상(일본 가고시마현 이부스키시)에 상륙하였다. 상륙 이후 온대저기압화가 가속되었고, 9월 4일 오전 9시에 일본 가고시마 동북동쪽 약 290km 부근 육상에서 중심기압 1000hPa의 온대저기압으로 변질되었다.(한국 기상청 태풍정보 기준으로는 중심기압 998hPa) 도라지는 조선민주주의인민공화국에서 제출한 이름으로 도라지를 의미한다.

### 제18호 태풍 마니
2013년 제18호 태풍 마니(MAN-YI)은 9월 13일 오전 3시에 중심기압 1000hPa, 최대풍속 18m/s, 강풍 반경 280km, 크기 '소형'의 열대폭풍으로 미국 괌 북쪽 약 910km 부근 해상에서 발생하였다.(일본 기상청 태풍정보 기준) 발생 이후 서북서~북북동진하며 발달하였고, 9월 16일 오전 3시에 일본 오사카 남남동쪽 약 210km 부근 해상에서 중심기압 970hPa, 최대풍속 31m/s, 강풍 반경 650km(동쪽 반경)의 세력 '중', 크기 '대형'(일본 기상청 태풍정보 기준)의 강한 열대폭풍으로 최성기를 맞이하였다. 최성기 이후 계속 북동진하였고, 9월 16일 오전 7시 50분경 중심기압 970hPa, 최대풍속 31m/s(일본 기상청 태풍정보 기준)의 세력으로 일본 아이치현 도요하시시 부근 육상에 상륙하였다. 상륙 이후 온대저기압화가 가속되었고, 9월 16일 오후 9시에 일본 삿포로 동남동쪽 약 340km 부근 해상에서 중심기압 980hPa의 온대저기압으로 변질되었다.(한국 기상청 태풍정보 기준으로는 중심기압 985hPa) 마니는 홍콩에서 제출한 이름으로 해협의 이름이다. 태풍 마니는 일본 기상청의 사후해석에 의해 TY로 승격되었다.

### 제19호 태풍 우사기
2013년 제19호 태풍 우사기(USAGI)는 9월 17일 오전 3시에 중심기압 1000hPa, 최대풍속 18m/s, 강풍 반경 370km(남서쪽 반경), 크기 '중형'의 열대폭풍으로 필리핀 마닐라 동북동쪽 약 1,100km 부근 해상에서 발생하였다.(일본 기상청 태풍정보 기준) 발생 이후 서~서북서진하면서 급발달하였고, 9월 20일 오전 3시에 필리핀 마닐라 북동쪽 약 740km 부근 해상에서 중심기압 910hPa, 최대풍속 56m/s, 강풍 반경 560km의 세력 '맹렬함', 크기 '대형'(일본 기상청 태풍정보 기준)의 태풍으로 최성기를 맞이하였다. 최성기 이후 루손 해협을 지나면서 중화민국과 필리핀 육지와의 상호 작용으로 약화되었고, 9월 22일 오후 8시 40분경 중심기압 935hPa, 최대풍속 44m/s(일본 기상청 태풍정보 기준)의 세력으로 중화인민공화국 광둥성 산웨이 시에 상륙하였다. 상륙 이후 급속하게 약화되었고, 9월 23일 오후 3시에 중화인민공화국 잔장 북북동쪽 약 400km 부근 육상에서 중심기압 996hPa의 열대저압부로 소멸하였다. JTWC의 사후 해석으로 우사기는 1분 최대 풍속 69m/s의 4등급 슈퍼 태풍으로 바뀌었다. 우사기는 일본에서 제출한 이름으로 별자리 중 토끼자리를 의미한다. 

### 제20호 태풍 파북
2013년 제20호 태풍 파북(PABUK)는 9월 21일 오후 3시에 중심기압 996hPa, 최대풍속 18m/s, 강풍 반경 560km(동쪽 반경), 크기 '대형'의 열대폭풍으로 미국 괌 북쪽 약 680km 부근 해상에서 발생하였다.(일본 기상청 태풍정보 기준) 발생 이후 북서진하면서 발달하였고, 9월 25일 오전 9시에 일본 도쿄 남쪽 약 830km 부근 해상에서 중심기압 970hPa, 최대풍속 31m/s, 강풍 반경 500km(동쪽 반경)의 세력 '중', 크기 '대형'(일본 기상청 태풍정보 기준)의 강한 열대폭풍으로 최성기를 맞이하였다. 최성기 세력을 유지하면서 전향 뒤 북동진하면서 온대저기압화가 진행되었고, 일본 기상청 태풍정보 기준으로 9월 27일 오전 9시에 일본 삿포로 동남동쪽 약 990km 부근 해상에서 중심기압 980hPa의 온대저기압으로 변질되었다. 한국 기상청 태풍정보 기준으로 9월 27일 오후 3시에 일본 삿포로 동쪽 약 1,200km 부근 해상에서 중심기압 996hPa의 온대저기압으로 변질되었다. 파북은 라오스에서 제출한 이름으로 민물고기의 한 종류를 의미한다.

### 제21호 태풍 우딥
2013년 제21호 태풍 우딥(WUTIP)은 9월 27일 오후 3시에 중심기압 1000hPa, 최대풍속 18m/s, 강풍 반경 330km(북쪽 반경), 크기 '중형'의 열대폭풍으로 필리핀 마닐라 서북서쪽 약 560km 부근 해상에서 발생하였다.(일본 기상청 태풍정보 기준)발생 이후 잠시 정체하다가 서진하면서 발달하였다. 9월 29일 오전 3시에 중화인민공화국 잔장 남남동쪽 약 560km 부근 해상에서 중심기압 965hPa, 최대풍속 36m/s, 강풍 반경 390km(북쪽 반경)의 세력 '강', 크기 '중형'의 태풍으로 최성기를 맞이하였다.(일본 기상청 태풍정보 기준) 최성기 이후 계속 서진해서 9월 30일 오후 6시경 베트남 동부 해안에 중심기압 965hPa, 최대풍속 33m/s(일본 기상청 태풍정보 기준)의 세력으로 상륙하였다. 베트남 상륙 뒤 급속하게 약화되었고, 10월 1일 오전 9시에 베트남 하노이 남서쪽 약 540km 부근 육상에서 중심기압 1006hPa의 열대저압부로 소멸하였다.(한국 기상청 태풍정보 기준으로는 중심기압 1004hPa) 우딥은 마카오에서 제출한 이름으로 나비를 의미한다.

### 제22호 태풍 스팟
2013년 제22호 태풍 스팟(SEPAT)은 9월 30일 오전 9시에 중심기압 1000hPa, 최대풍속 18m/s, 강풍 반경 280km, 크기 '소형'의 열대폭풍으로 일본 도쿄 남동쪽 약 1,230km 부근 해상에서 발생하였다.(일본 기상청 태풍정보 기준) 발생 이후 그다지 발달하지 못한 상태로 서북서~북진하다가 북동진으로 전향한 뒤 조금 발달해서, 온대저기압으로 변질 직전인 10월 2일 오후 9시에 일본 도쿄 동북동쪽 약 370km 부근 해상에서 중심기압 992hPa, 최대풍속 21m/s, 강풍 반경 330km(동쪽 반경)의 세력 '약', 크기 '중형'(일본 기상청 태풍정보 기준)의 열대폭풍으로 최성기를 맞이하였다. 최성기 이후 바로 10월 3일 오전 3시에 일본 삿포로 동남동쪽 약 490km 부근 해상에서 중심기압 990hPa의 온대저기압으로 변질되었다.(한국 기상청 태풍정보 기준으로는 중심기압 992hPa) 스팟은 말레이시아에서 제출한 이름으로 물고기의 한 종류를 의미한다.

### 제23호 태풍 피토(제명)
2013년 제23호 태풍 피토(FITOW)는 9월 30일 오후 9시에 중심기압 1000hPa, 최대풍속 18m/s, 강풍 반경 330km(남쪽 반경), 크기 '중형'의 열대폭풍으로 필리핀 마닐라 동쪽 약 1,230km 부근 해상에서 발생하였다.(일본 기상청 태풍정보 기준) 발생 이후 북~서북서진하면서 발달하였고, 10월 5일 오후 3시에 일본 오키나와 남남서쪽 약 190km 부근 해상에서 중심기압 960hPa, 최대풍속 39m/s, 강풍 반경 440km(북서쪽 반경)의 세력 '강', 크기 '중형'의 태풍으로 최성기를 맞이하였다.(일본 기상청 태풍정보 기준) 최성기 이후 서서히 약화되었고, 10월 7일 0시 15분경에 중화인민공화국 푸젠성 푸딩 시 샤청 정 연안에 중심기압 975hPa, 최대풍속 33m/s(일본 기상청 태풍정보 기준)의 세력으로 상륙하였다. 중화인민공화국 푸젠성 상륙 이후 급속하게 약화되었고, 10월 7일 오후 3시에 중화인민공화국 푸저우 서북서쪽 약 210km 부근 육상에서 중심기압 1000hPa의 열대저압부로 소멸하였다. 피토는 미크로네시아에서 제출한 이름으로 아름답고 향긋한 꽃을 의미한다.

### 제24호 태풍 다나스
2013년 제24호 태풍 다나스(DANAS)는 10월 4일 오후 3시에 중심기압 1000hPa, 최대풍속 18m/s, 강풍 반경 220km(북동쪽 반경), 크기 '소형'의 열대폭풍으로 미국 괌 북북동쪽 약 360km 부근 해상에서 발생하였다.(일본 기상청 태풍정보 기준) 발생 이후 북서진하면서 급발달하였고, 10월 7일 오전 9시에 일본 오키나와 동남동쪽 약 270km 부근 해상에서 중심기압 935hPa, 최대풍속 51m/s, 강풍 반경 440km(북동쪽 반경)의 세력 '매우 강', 크기 '중형'(일본 기상청 태풍정보 기준)의 태풍으로 최성기를 맞이하였다. 최성기 세력으로 일본 오키나와를 통과한 뒤 북위 30도선을 통과하면서 급속하게 약화되었고, 10월 8일 오후 3시에 제주도 서귀포 동남동쪽 약 110km 부근 해상에서 중심기압 970hPa, 최대풍속 33m/s, 강풍 반경 280km(북동쪽 반경)의 세력(일본 기상청 태풍정보 기준)으로 제주도에 근접하였고, 북동진으로 전향을 하였다. 전향한 뒤 10월 8일 오후 9시에 부산 남남동쪽 약 80km 부근 육상(일본 대마도)에서 중심기압 980hPa, 최대풍속 28m/s, 강풍 반경 280km(북동쪽 반경)의 세력(일본 기상청 태풍정보 기준)으로 부산에 근접하였다. 대한해협과 일본 대마도 통과 뒤 동해상에 진출하였고 온대저기압화가 가속되었다. 10월 9일 오전 9시에 독도 동쪽 약 240km 부근 해상에서 중심기압 992hPa의 온대저기압으로 변질되었다.(한국 기상청 태풍정보 기준으로는 중심기압 994hPa) 다나스는 필리핀에서 제출한 이름으로 경험을 의미한다.

### 제25호 태풍 나리
2013년 제25호 태풍 나리(NARI)는 10월 9일 오후 9시에 중심기압 998hPa, 최대풍속 18m/s, 강풍 반경 330km, 크기 '중형'의 열대폭풍으로 필리핀 마닐라 동쪽 약 890km 부근 해상에서 발생하였다.(일본 기상청 태풍정보 기준) 발생 이후 서~서북서진하면서 발달하였고, 10월 11일 오후 3시에 필리핀 마닐라 동북동쪽 약 280km 부근 해상에서 중심기압 965hPa, 최대풍속 39m/s, 강풍 반경 330km(북쪽 반경)의 세력 '강', 크기 '중형'의 태풍으로 최성기를 맞이하였다.(일본 기상청 태풍정보 기준) 최성기 세력으로 필리핀 북부 지방에 상륙하였고, 필리핀 북부 지방을 빠른 속도로 관통해서 남중국해에 진출하였다. 남중국해 진출 뒤 서진하면서 재발달하였고, 10월 13일 오전 9시에 중화인민공화국 잔장 남동쪽 약 800km 부근 해상에서 중심기압 965hPa, 최대풍속 39m/s, 강풍 반경 390km의 세력 '강', 크기 '중형'의 태풍으로 최성기 세력을 회복하였다.(일본 기상청 태풍정보 기준) 남중국해에서 최성기 세력을 유지한 뒤 10월 15일 오전 베트남 중부 지방에 중심기압 965hPa, 최대풍속 36m/s(일본 기상청 태풍정보 기준)의 세력으로 상륙하였다. 베트남 상륙 뒤 급속하게 약화되었고, 일본 기상청 태풍정보 기준으로 10월 15일 오후 9시에 베트남 하노이 남쪽 약 670km 부근 육상에서 중심기압 1000hPa의 열대저압부로 소멸하였다. 한국 기상청 태풍정보 기준으로 10월 16일 오전 3시에 베트남 하노이 남쪽 약 670km 부근 육상에서 중심기압 1000hPa의 열대저압부로 소멸하였다. 나리는 한국에서 제출한 이름으로 백합과의 꽃을 의미한다.

### 제26호 태풍 위파
2013년 제26호 태풍 위파(WIPHA)는 10월 11일 오전 3시에 중심기압 996hPa, 최대풍속 18m/s, 강풍 반경 330km, 크기 '중형'의 열대폭풍으로 미국 괌 서쪽 약 200km 부근 해상에서 발생하였다.(일본 기상청 태풍정보 기준) 발생 이후 북서진하면서 발달하였고, 10월 14일 오전 9시에 일본 오키나와 동남동쪽 약 930km 부근 해상에서 중심기압 930hPa, 최대풍속 46m/s, 강풍 반경 700km(북쪽 반경)의 세력 '매우 강', 크기 '대형'(일본 기상청 태풍정보 기준)의 태풍으로 최성기를 맞이하였다. 최성기 이후 서서히 약화되면서 전향하였고, 온대저기압화가 진행되기 시작하였다. 전향한 뒤 10월 16일 오전 8시에 중심기압 955hPa, 최대풍속 36m/s, 강풍 반경 950km(동쪽 반경)의 세력(일본 기상청 태풍정보 기준)으로 일본 지바현에 근접하였다. 일본을 근접하며 지나가면서 온대저기압화가 가속되었고, 10월 16일 오후 3시에 일본 삿포로 동남동쪽 약 480km 부근 해상에서 중심기압 968hPa의 온대저기압으로 변질되었다.(한국 기상청 태풍정보 기준으로는 중심기압 980hPa) 위파는 태국에서 제출한 이름으로 숙녀의 이름을 의미한다.

### 제29호 태풍 크로사
2013년 제29호 태풍 크로사(KROSA)는 10월 30일 오전 3시에 중심기압 1000hPa, 최대풍속 18m/s, 강풍 반경 330km(북쪽 반경), 크기 '중형'의 열대폭풍으로 필리핀 마닐라 동쪽 약 1,090km 부근 해상에서 발생하였다.(일본 기상청 태풍정보 기준) 발생 이후 서진하면서 발달하였고, 필리핀 북부 지방을 중심기압 970hPa, 최대풍속 36m/s(일본 기상청 태풍정보 기준)의 세력으로 관통하였다. 필리핀 북부 지방 관통 뒤 서~서북서진하면서 재발달하였고, 11월 2일 오전 9시에 홍콩 남동쪽 약 350km 부근 해상에서 중심기압 955hPa, 최대풍속 41m/s, 강풍 반경 320km의 세력 '강', 크기 '중형'(한국 기상청 태풍정보 기준)의 태풍으로 최성기를 맞이하였다. 최성기 이후 정체와 남서진하면서 약화가 가속되었고, 11월 4일 오후 9시에 중화인민공화국 잔장 남쪽 약 510km 부근 해상에서 중심기압 1008hPa의 열대저압부로 소멸하였다.(한국 기상청 태풍정보 기준으로는 중심기압 1002hPa) 크로사는 캄보디아에서 제출한 이름으로 학을 의미한다.

### 제30호 태풍 하이옌(제명)
2013년 제30호 태풍 하이옌(HAIYAN)는 11월 4일 오전 9시에 중심기압 1000hPa, 최대풍속 18m/s, 강풍 반경 110km, 크기 '소형'의 열대폭풍으로 미국 괌 남동쪽 약 1,150km 부근 해상에서 발생하였다.(일본 기상청 태풍정보 기준) 발생 이후 서~서북서진하면서 급발달하였고, 급발달 도중인 11월 6일 오후 9시에 팔라우섬 부근 해상을 중심기압 915hPa, 최대풍속 55m/s(일본 기상청 태풍정보 기준)의 세력으로 통과하였다. 팔라우섬 부근 해상 통과 뒤 더욱 급발달해서 11월 7일 오후 9시에 필리핀 마닐라 동남동쪽 약 1,000km 부근 해상에서 중심기압 895hPa, 최대풍속 65m/s, 강풍 반경 330km(북쪽 반경)의 세력 '맹렬함', 크기 '중형'(일본 기상청 태풍정보 기준)의 태풍으로 최성기를 맞이하였다.또한 11월 8일 오전 3시에 필리핀 마닐라 남동쪽 약 780km 부근 해상에서 JTWC 기준 1분 평균 풍속 170kt(87m/s)를 기록하면서 관측 사상 가장 강력했던 1979년 제20호 태풍 팁(TIP)의 1분 평균 풍속 기록을 갈아치워 공식 기록으로 인정하는 1975년 이후로 역대 1위의 자리에 오르기도 했다. 최성기 세력을 그대로 유지한 채 11월 8일 오전 8시경 필리핀 레이테섬에 상륙하였다. 상륙 뒤 필리핀 파나이섬을 관통할 때 급약화되었고, 쇠퇴기가 시작되었다. 필리핀 관통 뒤 11월 8일 오후 9시에 중심기압 930hPa, 최대풍속 49m/s(일본 기상청 태풍정보 기준)의 세력으로 남중국해에 진출하였다. 쇠퇴기에 접어든 하이옌은 남중국해에서 재발달하지 못하고 서서히 약화되었고, 11월 10일 오후에는 중심기압 950hPa, 최대풍속 41m/s(일본 기상청 태풍정보 기준)의 세력으로 통킹만에 진입해서 하이난섬 부근 해상을 통과하였다. 통킹만의 하이난섬 부근 해상을 통과한 뒤 11월 11일 오전 6시에 중심기압 965hPa, 최대풍속 31m/s(일본 기상청 태풍정보 기준)의 세력으로 베트남~중화인민공화국 국경 지대 해안에 상륙하였다. 상륙 뒤 급속하게 약화되었고, 11월 11일 오후 9시에 중화인민공화국 잔장 북서쪽 약 380km 부근 육상에서 중심기압 1008hPa의 열대저압부로 소멸하였다.(한국 기상청 태풍정보 기준으로는 중심기압 1004hPa) 태풍 하이옌은 21세기 들어서 2번째로 최저기압이 800hPa대로 진입한 태풍이고, 태풍 하이옌이 관통했던 필리핀에서 약 1만명이 넘는 사망자와 부상자가 나왔다. 하이옌은 중화인민공화국에서 제출한 이름으로 바다제비를 의미한다. 이 태풍은 3번째로 카테고리 5급에 도달했던 태풍이다. 이 태풍은 바이루로 대체되었다.

### 제31호 태풍 버들
2013년 마지막 태풍인 제31호 태풍 버들(PODUL)은 11월 14일 오후 9시에 중심기압 1002hPa, 최대풍속 18m/s, 강풍 반경 220km(북서쪽 반경), 크기 '소형'의 열대폭풍으로 베트남 호치민 동북동쪽 약 520km 부근 해상에서 발생하였다.(일본 기상청 태풍정보 기준) 발생 이후 더 발달하지 않고 서진하다가 11월 15일 오전 9시에 베트남 호치민 북동쪽 약 350km 부근 해상에서 중심기압 1006hPa의 열대저압부로 소멸하였다.(한국 기상청 태풍정보 기준으로는 중심기압 1004hPa) 버들은 조선민주주의인민공화국에서 제출한 이름으로 버드나무를 의미한다.

## 같이 보기
- 2012~2013년 남태평양 사이클론
- 2013년 북대서양 허리케인
- 2013년 동태평양 허리케인
- 2013년 북인도양 사이클론
- 2012~2013년 오스트레일리아 근해 사이클론